# Isolona zenkeri
Isolona zenkeri (Engl.) Dyer – gatunek rośliny z rodziny flaszowcowatych (Annonaceae Juss.). Występuje naturalnie w Kamerunie, Gabonie oraz Kongo. 

## Morfologia
PokrójZimozielone drzewo.
LiścieMają kształt od podłużnie eliptycznego do podłużnie odwrotnie jajowatego. Mierzą 11–25 cm długości oraz 3,5–9 cm szerokości. Nasada liścia jest klinowa. Blaszka liściowa jest o długo spiczastym wierzchołku. Ogonek liściowy jest nagi i dorasta do 2–5 mm długości.
KwiatySą pojedyncze, rozwijają się w kątach pędów. Działki kielicha mają trójkątnie owalny kształt i dorastają do 3–6 mm długości. Płatki mają owalnie lancetowaty kształt i żółtą barwę, osiągają do 10–22 mm długości.
OwoceOwocostany o podłużnie jajowatym kształcie. Osiągają 4–8 cm długości.

## Biologia i ekologia
Rośnie w wilgotnych lasach.